# Osamu Umeyama
Osamu Umeyama (梅山 修?, Umeyama Osamu; Prefettura di Saitama, 16 agosto 1973) è un ex calciatore giapponese, di ruolo difensore.